# Igny (Essonne)
Igny – miejscowość i gmina we Francji, w regionie Île-de-France, w departamencie Essonne.
Według danych na rok 1990 gminę zamieszkiwało 9428 osób, a gęstość zaludnienia wynosiła 2468 osób/km² (wśród 1287 gmin regionu Île-de-France Igny plasuje się na 245. miejscu pod względem liczby ludności, natomiast pod względem powierzchni na miejscu 765.).